# Condado de Monmouth
O Condado de Monmouth (em inglês:  Monmouth County) é um dos 21 condados do estado americano de Nova Jérsei. A sede do condado é Freehold Borough e sua maior cidade é Middletown. Foi fundado em 1675.
O condado possui uma área de 1 723 km², dos quais 1 214 km² estão cobertos por terra e 509 km² por água, uma população de 643 615 habitantes, e uma densidade populacional de 530 hab/km² (segundo o censo nacional de 2020). É o quinto condado mais populoso de Nova Jérsei.